# Санаторий (фильм, 1910)
«Санаторий» (англ. The Sanitarium) — американский короткометражный комедийный фильм Тома Санчи.

## Сюжет
У Чарли Уайза маленькая зарплата и нездоровый аппетит, в результате чего он оказывается непопулярным среди кредиторов. И со своим камердинером он отправляется в деревню своего дяди, где узнаёт, что дядя хочет отправиться в Европу...

## В ролях
| Актёр            | Роль       |
| ---------------- | ---------- |
| Роско Арбакл     | Чарли Уайз |
| Ник Когли        |            |
| Джордж Хернандез |            |
| Хобарт Босворт   |            |
| М.Б. Кертис      |            |
| Мисс Уильямс     |            |